# Pretty Good at Drinkin’ Beer
«Pretty Good at Drinkin’ Beer» — песня американского кантри-певца и автора-исполнителя Билли Каррингтона, вышедшая 24 мая 2010 года на лейбле Mercury Nashville в качестве первого сингла из его четвёртого студийного альбома Enjoy Yourself (2010). Песню написал Трой Джонс, а продюсировали Карсон Чемберлен и Билли Каррингтон.
Песня заняла первое место в американском кантри-чарте Billboard Hot Country Songs (став для Каррингтона его пятым кантри-хитом номер один) и 41-е место в Billboard Hot 100. Она также заняла 50-е место в канадском чарте Canadian Hot 100. Песня получила смешанные отзывы от музыкальных критиков и платиновую сертификацию Американской ассоциации звукозаписывающих компаний (RIAA), что означает продажи более 1 000 000 копий в Соединённых Штатах. Режиссёром сопровождающего клипа, вышедшего в июле 2010 года, выступил Потси Понсироли.

## Содержание
Песня представляет собой мелодию в среднем темпе, в которой рассказчик утверждает, что он не умеет делать большинство обычных вещей, которыми славятся мужчины (например, копать ямы, прокладывать дороги, взбираться на столбы линий электропередач, работать в банках, красить, чинить машины, косить траву, много работать и мыть окна), но зато «неплохо умеет пить пиво». В своём сингле 2009 года «People Are Crazy» Билли Каррингтон по мнению Roughstock «спел бессмертную строчку „Бог велик, пиво хорошо, а люди безумны“. На этот раз, после шаблонного (но все же приятного для ушей) отступления на территорию „кантри-боя“ с „That’s How Country Boys Roll“, Каррингтон вернулся к части уравнения „пиво — это хорошо“».

## Отзывы
Песня получила несколько неоднозначных отзывов от критиков, которые разделились во мнениях относительно её текста. Бобби Пикок из Roughstock дал песне четыре звезды из пяти и сказал, что это «ещё один приятный, негромкий шарм в быстро растущем репертуаре». Кевин Джон Койн из Country Universe поставил песне B+ и дал положительный отзыв, заявив, что по сравнению с другими песнями о выпивке «эта соответствует темпу того вида выпивки, о котором он говорит». Карли Джастус из Engine 145 поставила песне большой палец вниз, сказав, что она «бегает по кругу без какого-либо вознаграждения для слушателей» и что её текст «не примечательный и не запоминается», но при этом отметила, что её «честность и простота повышают её аутентичность».

## Музыкальное видео
Режиссёром клипа выступил Потси Понсироли, а премьера состоялась в июле 2010 года. В клипе показан мужчина средних лет с лишним весом, собирающийся на вечеринку у бассейна, предположительно для своей девушки, которую в клипе зовут Синди. Ролик начинается с короткого пролога, в котором показано, как парень готовится к вечеринке: надевает одежду, делает растяжку и обводит свой календарь. Затем он выходит на улицу и видит симпатичную девушку на противоположной стороне улицы, которой чинит машину её предполагаемый бойфренд. Парень выкатывается из-под машины и видит, как парочка целуется друг с другом через двор, затем он подходит, сбивает главного героя на землю и уезжает с девушкой. Затем он и его приятель приходят на вечеринку, веселятся и видят предыдущего антагониста. На протяжении всего видео Каррингтон выступает с гитарой у бассейна. Он вызывает антагониста на игру в пивной понг, после чего побеждает его и отвоёвывает симпатичную девушку. Видео заканчивается тем, что он (главный герой) выигрывает партию в пивной понг, а затем уходит с девушкой, в то время как антагонист показывает ему палец. Съёмки проходили в одном из домов в Нашвилле в течение 8 часов. Главного героя играет продюсер клипа, который добровольно согласился сняться в нем. Клип снят на вечеринке у бассейна и в 2018 году был назван лучшим видео Каррингтона.

## Коммерческий успех
Песня «Pretty Good at Drinkin' Beer» дебютировала на 48-м месте в американском кантри-чарте Billboard Hot Country Songs за неделю, закончившуюся 5 июня 2010 года. Она также дебютировала в Billboard Hot 100 под номером 83 за неделю, закончившуюся 19 июня 2010 года. Позднее она поднялась до № 41 в США. Кроме того, песня дебютировала на 94-м месте в канадском чарте Canadian Hot 100 за неделю, закончившуюся 17 июля 2010 года. В сентябре песня стала пятым хитом Керрингтона номер один в кантри-чарте США, продержавшись на этой позиции одну неделю, а также возглавила кантри-чарт Канады. Песня получила платиновую сертификацию Американской ассоциации звукозаписывающих компаний (RIAA), что означает продажи более 1 000 000 копий в Соединенных Штатах.

## Чарты
| Чарт (2010)                         | Высшая позиция |
| ----------------------------------- | -------------- |
| США (Billboard Hot Country Songs)   | 1              |
| США (Billboard Hot 100)             | 41             |
| Канада (Billboard Country)          | 1              |
| Канада (Billboard Canadian Hot 100) | 50             |

| Чарт (2010)                       | Позиция |
| --------------------------------- | ------- |
| США Hot Country Songs (Billboard) | 28      |

## Сертификации
| Регион                                                                      | Сертификация | Продажи   |
| --------------------------------------------------------------------------- | ------------ | --------- |
| США (RIAA)                                                                  | Платиновый   | 1 000 000 |
| Данные о продажах + прослушиваниях приведены только на основе сертификации. |              |           |